# La dona i el monstre
La dona i el monstre (títol original en anglès: Creature from the Black Lagoon) és una pel·lícula fantàstica estatunidenca dirigida per Jack Arnold, estrenada el 1954. Ha estat doblada al català.
La pel·lícula va ser rodada per ser visionada en tres dimensions per procediment d'ulleres polaritzants, però va ser principalment distribuït en una versió per a anàglifs, és a dir ulleres de dos colors aconseguint un efecte tridimensional menys bo. Contràriament al que s'ha dit, la pel·lícula no és el primer llargmetratge que fa servir les tres dimensions en blanc i negre. Dos anys abans Bwana Devil es va estrenar en tres dimensions i en color.

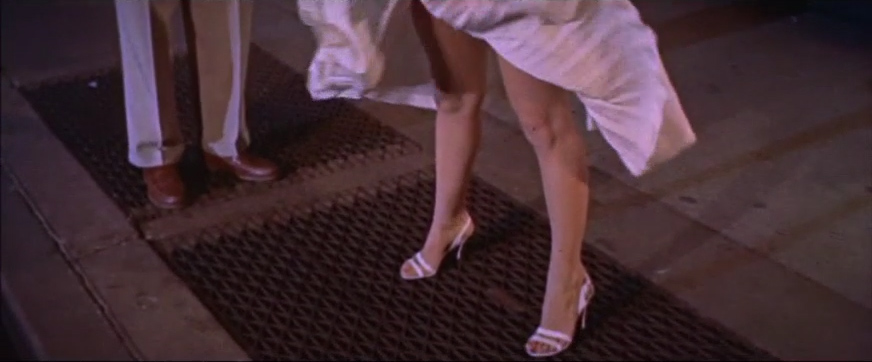
el vestit blanc de Marilyn

Just abans d'una de les més famoses escenes de tota la carrera de Marilyn Monroe, la de la reixa de metro on el seu vestit blanc s'aixeca a la pel·lícula The Seven Year Itch de Billy Wilder, Tom Ewell i Marilyn Monroe surten d'una sala de cinema on fan La dona i el monstre i xerren a propòsit de la pel·lícula:
— (Marilyn Monroe) Didn't you just love the picture? I did. But I just felt so sorry for the creature at the end.
— (Tom Ewell) Sorry for the creature? What did you want? Him to marry the girl?
— He was kinda scary-looking, but he wasn't really all bad. I think he just craved a little affection - you know, a sense of being loved and needed and wanted.
— That's a very interesting point of view.
— Do you feel the breeze from the subway? Isn't it delicious?
I el vestit de Marilyn es va aixecar.

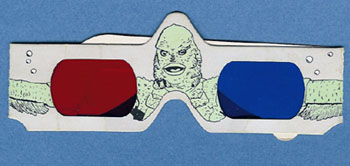
Les ulleres anomenades «3D Video» proveïdes per la revista de televisió sòcia de l'operació

La pel·lícula és considerada com un clàssic dels anys cinquanta i tindrà dues continuacions: Revenge of the Creature del mateix Jack Arnold el 1955 i The Creature Walks Among Us de John F. Sherwood el 1956. La criatura tornarà el 1987 en The Monster Squad de Frank Dekker (qui inclou igualment Dracula, Frankenstein, el fantasma i la mòmia), amb una imatge lleugerament diferent...
Un animal del qual s'han trobat les restes fòssils de 334 milions d'anys en una pedrera a prop d'Edimburg ha estat denominat el 1998 Eucritta melanolimnetes, literalment «la criatura de l'estany negre» segons el títol original de la pel·lícula.

## Argument
En els anys 50, una expedició a l'Amazones descobreix gràcies a proves fossilitzades que daten del Devonià, un vincle entre la terra i els animals marins. El cap de l'expedició Carl Maia ret llavors visita al Dr. David Reed, un ictiòleg que treballa en un institut de biologia marina, que persuadeix al seu torn el Dr. Williams de finançar les recerques per trobar altres proves.
Pel que fa a l'expedició - composta de quatre científics, del comandant del vaixell així com de Kay Lawrence, la companya del Dr. Reed - arriba al camp, descobreixen que els homes que s'havien quedat han estat massacrats. L'equip decideix llavors enfonsar-se a l'estany negre, ignorant que el responsable dels homicidis del camp no és altre que una criatura amfíbia prehistòrica que viu allà...

## Repartiment
- Richard Carlson: El Doctor David Reed
- Julie Adams: Kay Lawrence
- Richard Denning: El Doctor Mark Williams
- Antonio Moreno: El Doctor Carl Maia
- Nestor Paiva: Lucas, el capità del Rita
- Whit Bissell: Edwin Thompson
- Sydney Mason: El Doctor Matos
- Bernie Gozier: Zee, un mariner dell Rita
- Ricou Browning: la criatura sota l'aigua (No surt als crèdits)
- Ben Chapman: la criatura a l'aire lliure (No surt als crèdits)
- Roland Menard: El narrador

## Remake
Es va parlar molt de temps d'un remake a la Universal Pictures, que està determinada des de fa una desena d'anys a col·locar els monstres del seu repertori clàssic com  La Mòmia , Wolfman, Van Helsing ...

Segons el realitzador Breck Eisner el 2009: 
| « | els vam lliurar un nou guió, però penso que esperaven veure com anava amb Wolfman abans de decidir-se. Era en ple rodatge, per tant no he pogut seguir-ho des de fa un mes, però tinc esperances. Fa dos anys que hi treballem i estem molt excitats en la idea de llançar-nos-hi (...) El disseny del monstre és acabat, i serà una barreja de tècniques tradicionals i d'imatges de síntesi. Per als primers plans, utilitzarem doncs un home en un vestit que serà després probablement reemplaçat pee infografia per als plans amplis i les escenes submarines. Encara estem concebent l'enfocament per a aquestes seqüències sota l'aigua, però les dues maneres de fer haurien de ser utilitzades ja que alguns dels moviments submarins de la criatura no poden ser dirigides per un home en un vestit | » |

.

El 2010 Carl Rinsch va ser l'últim realitzador a estar lligat al projecte (després que Breck Eisner es retirés finalment del projecte): 
| « | No penso que hagi de veure la llum del dia durant un temps | » |

. Amb les recaptacions: decebedores al box-office per al remake de Wolfman , Universal va decidir rebutjar el projecte del remake de Creature from the Black Lagoon  a una data ulterior.